# Obec sokolská v odboji

Vlajka sokolské organizace v době Protektorátu Čechy a Morava

Obec sokolská v odboji (OSVO), později též Jindra (či Jindra-Vaněk) byla protinacistická odbojová organizace působící během německé okupace v Protektorátu Čechy a Morava. Příslušníci OSVO se rekrutovali ze zakázaného Sokola. Vyvíjeli především zpravodajskou, ale i propagandistickou a sabotážní činnost.

## Historie
Přestože Obec sokolská po okupaci Čech a Moravy jako organizace dále existovala, připravovalo se její vedení na případný zákaz činnosti ze strany okupačních orgánů. Došlo k budování paralelních struktur a takto vzniklé ilegální sokolské organizaci byl dán název Obec sokolská v odboji (OSVO). Ta zahájila svou činnost okamžitě po okupaci Čech a Moravy. Byly budovány cesty pro ilegální přechody do Polska, byly navazovány kontakty s dalšími odbojovými organizacemi, především s Obranou národa či Politickým ústředím.
Od srpna 1939 bylo dále rozpracovány směrnice pro existenci Sokola v protektorátních poměrech. Zdvojilo se vedení a konkretizovalo se převedení odpovědnosti za provoz pro případ zatčení vedoucích představitelů. Koncem roku 1939 a začátkem roku 1940 byla tzv. první garnitura vedení pozatýkána. Proto se na jaře 1940 vedení ujala druhá garnitura. Novým starostou po zatčeném Josefu Truhlářovi byl zvolen JUDr. Jan Václav Keller. Prohlubovala se spolupráce s Obranou národa v Čechách a PVVZ na Moravě.
Na jaře 1941 byla vytyčena další odbojová strategie OSVO a byli vytipováni další možní náhradníci na řídící funkce pro případ dalšího zatýkání. 3. července 1941 byl zatčen náčelník Augustin Pechlát, čímž došlo k odsunu propojování OSVO a PVVZ. K tomu došlo až v srpnu téhož roku a tímto propojením vznikla pravděpodobně největší odbojová struktura se jménem Ústřední vedení odboje domácího (ÚVOD).
Po nástupu Reinharda Heydricha do funkce zastupujícího říšského protektora a vyhlášení stanného práva se OSVO, stejně jako ostatní odbojové organizace, stala cílem úderů německých bezpečnostních orgánů. Přesto dokázala vyvíjet zvýšenou odbojovou aktivitu až do konce roku 1941. Po drtivých úderech gestapa při tzv. Akci Sokol, při které byli pozatýkáni funkcionáři České obce sokolské, a následném úředním rozpuštění Sokola 11. října 1941, byly struktury OSVO poničeny a paralyzovány. Jejich rekonstrukcí se začal zabývat jeden z nejvýznamnějších představitelů Sokola Ladislav Vaněk. Ten vybudoval organizaci Jindra, která se stala přímým pokračovatelem OSVO a navazovala na jeho struktury.
Jindra na sebe začala vázat některé menší odbojové organizace (Kapitán Nemo, Národní obranný svaz atd.) s cílem sjednotit demokratický odboj. Vedoucí představitelé Jindry se snažili vyhnout chybám předcházejících garnitur; propojení jednotlivých skupin bylo volné, pro komunikaci se používaly šifrovací klíče, vznikaly krycí adresy a zaváděly se další prvky přísné konspirace. Organizace dokázala navázat spolupráci s výsadky, zajišťovala jim řadu servisních služeb a některé její složky (skupina Říjen v čele s Janem Zelenkou) se aktivně podílely na přípravách atentátu na Heydricha, ačkoliv vedení Jindry a zejména Vaněk s atentátem nesouhlasili.
Během druhého stanného práva vyhlášeného po atentátu na Heydricha došlo k dalšímu zatýkání v domácím odboji, které se nevyhnulo ani organizaci Jindra. Postupně byli zatčeni hlavní představitelé včetně Vaňka. Po tomto zásahu došlo během podzimu 1942 až začátku roku 1943 k rozpadu řízení jednotlivých skupin v Čechách a na Moravě. Tyto skupiny poté působily na regionální úrovni společně s jinými i nově budovanými odbojovými skupinami či s nimi splynuly (Rada tří či Přípravný revoluční národní výbor).

## Struktura

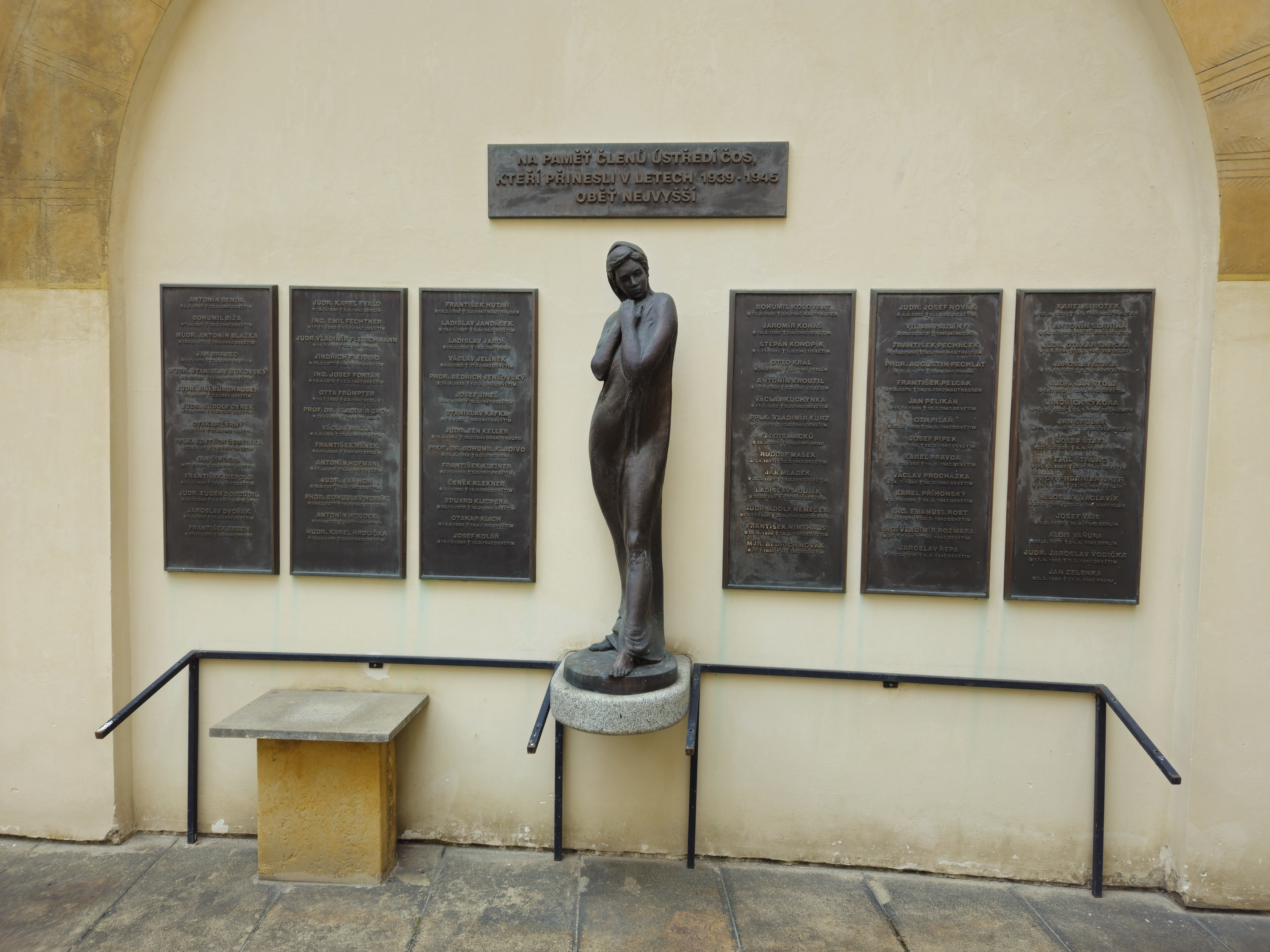
Památník se jmény Sokolských odbojářů. K nalezení v Tyršově domě, v Praze.

Struktura OSVO prakticky kopírovala župní strukturu Sokola. Vedením ilegální organizace byla pověřena Komise pro styk se župami (její krycí činností bylo zlepšování komunikace ústředí s regiony). Prvním náčelníkem OSVO se stal Otakar Klich. Koncem srpna 1939, z obav před rozpuštěním Sokola, vznikla tzv. ilegální pětka, která zdvojovala vedení OSVO a představovala centrální orgán řízení zajišťující styk se zahraničím, finance a ideové směrování, zatímco Komise se zabývala samotnou odbojovou činností.
Po zatýkání začátkem roku 1940 nastoupila koncem jara druhá garnitura a došlo i k vytipování náhradníků pro vedoucí posty. V červenci 1941 byla Komise pro styk se župami zrušena a nahrazena čtyřčlennou Sokolskou revoluční radou, po vlně zatýkání a poprav a následné paralyzaci českého odboje včetně OSVO došlo k reorganizaci zbytků sokolského odboje. Ladislav Vaněk, náčelník štábu a poslední člen Sokolské revoluční rady, vytvořil ze zbývajících sokolských struktur organizaci Jindra, která na činnost OSVO přímo navázala. Vaněk rezignoval na budování početné a tudíž zranitelné organizace a Jindru koncipoval jako základní strukturu, na niž byly připojovány další útvary. Horizontální síť byla vytvořena kolem samotného vedení, vertikální na sebe navazovala organizace v protektorátu a snažila se pokrýt i Slovensko a Podkarpatskou Rus. Na jaro 1942 připadá i vrchol sokolského odboje.
Během zatýkání při tzv. druhé heydrichiádě po atentátu na R. Heydricha byli zatčeni i představitelé Jindry včetně Vaňka. Po zatčení vrcholných představitelů došlo k organizačnímu rozpadu Jindry, nejprve v Čechách (podzim 1942) a poté i na Moravě (počátek roku 1943). Jednotnou strukturu se již do konce války nepodařilo obnovit.

## Ztráty
Během německé okupace zemřelo 2176 členů Sokola, z toho na popravištích 1212. V květnovém povstání padlo 654 Sokolů.